# Conus dermieulatus
Conus dermieulatus é uma espécie de gastrópode do gênero Conus, pertencente a família Conidae.